# مجزرة مواصي خان يونس (يوليو 2024)
مجزرة مواصي خان يونس هي مجزرة ارتكبها سلاح الجو الإسرائيلي صبيحة الثالث عشر من تموز/يوليو 2024 لمّا قصف عشرات خيام النازحين وبعض الأبنية في مواصي خان يونس الواقعة غرب مدينة خان يونس في قطاع غزة. تسبَّبت هذه المجزرة في مقتلِ ما لا يقلُّ عن 90 فلسطينيًا وجرح أكثر من 300 آخرين بحسب وزارة الصحة بغزة. زعمت إسرائيل عبر وسائل إعلامها وبشكل رسمي في وقت لاحق أنّ الهدف كان محمد الضيف القائد العام لكتائب الشهيد عز الدين القسام الذراع العسكري لحركة حماس والفاعل الرئيسي في عملية طوفان الأقصى وفي الحرب بين فصائل المقاومة في غزّة وبين إسرائيل.

## المجزرة
أفاد مراسل قناة الجزيرة في الـ 11:25 دقيقة بالتوقيتِ المحلي لفلسطين عن تنفيذِ سلاح الجو الإسرائيلي لغارات عنيفة بخمسِ صواريخ ثقيلة على مخيمات نزوحٍ غربي خان يونس ما تسبب في مقتل العشرات وجرح مئات آخرين. تحدثت مصادر طبية أوليّة عن مقتل أكثر من 50 فلسطينيًا وسقوط عشرات المصابين إثر القصف الذي تبيَّن أنه استهدفَ خيام نازحين بمنطقة المواصي غرب مدينة خان يونس.
أعلنَ مكتب الإعلام الحكومي بغزة أنّ الطواقم الإغاثية تُواصل انتشال عشرات الجثث والمصابين من موقع القصف. حصلت هذه المجزرة في ظلِّ معاناة مستشفيات غزّة التي لم تعد بحسبِ وزارة الصحة ومكتب الإعلام الحكومي قادرة على استقبال المزيد من القتلى والجرحى. عجز المستشفيات كان جليًا وواضحًا لمّا أعلنَ مسؤولٌ بمستشفى ناصر في حديثٍ مباشرٍ مع قناة الجزيرة عن استقبالِ المشفى لأكثر من 20 جثة وعشرات الجرحى مضيفًا أن مستشفى ناصر عاجزٌ على استقبال المزيد، وأنّ الإدارة ستُعلن خروجه عن الخدمة في ظلِّ وضعه الكارثي. هذا الوضعُ الكارثي الذي وصل حدَّ العجز والذي تسببت فيه إسرائيل لمّا فرضت حصارًا مطبقًا على كامل القطاع بدعمٍ وتأييد من عددٍ من الدول الغربيّة وصمتٍ مطبقٍ من عدد من الدول العربية والإسلاميّة.
بلغ عدد ضحايا المجزرة بحسبِ وزارة الصحة 71 شهيدًا و289 مصابًا، وجديرٌ بالذكرِ هنا أنّ المجزرة استهدفت منطقة المواصي التي صنفها الاحتلال منطقة آمنة ودعا المواطنين للانتقال إليها في وقتٍ سابق، فضلًا عن اكتظاظِ المنطقة بحسبِ مصادر رسميّة بأكثر من 80 ألف نازح. أعلنَ المدير العام لوزارة الصحة الفلسطينية بغزة أنّ الاحتلال كان قد طلب مسبقًا من النازحين التوجه لمنطقة مواصي خان يونس قبل أن يقتلهم هناك. ما أكّده مسؤولون فلسطينيون حول المنطقة المستهدفة وكيف وجّه الاحتلال الفلسطينيين لها باعتبارها منطقة آمنة هو نفسه الذي اعترفَ به مسؤول أمني إسرائيلي لوول ستريت جورنال.

## القنابل المستخدمة
نشرت جريدة معاريف العبرية عن مدير شركة أسغارد للتكنولوجيا العسكرية قوله إنّ القنابل المستخدمة في هجوم المواصي هي قنابل أمريكية من طراز ذخائر الهجوم المباشر المشترك (JDAM)، وهي القنابل التي كانت موضع خلافٍ مع الإدارة الأمريكية أساسًا.

## التغطية الإعلامية
كان لافتًا تفادي تركيز وسائل الإعلام العبريّة ومن يسيرُ في فلكها من وسائل إعلام غربية وحتى عربية عن حجمِ المجزرة وهولها وعدد الضحايا الذين سقطوا خلال الضربة بل ركّزت وسائل الإعلام هذه على «الشائعات» التي نشرتها القناة الرابعة عشر الإسرائيلية عن استهدافِ محمّد الضيف خلال الضربة. اتهمَ المكتب الإعلامي الحكومي بغزة الاحتلال بنشر أخبارٍ زائفة وأكاذيب لصرف الانتباه عن جريمته بمواصي خان يونس، وأنّ هذه الشائعات التي قال إنّه لا أساس لها من الصحة هي محاولة فاشلة لتبرير المذبحة الفظيعة.
استضافت قناة الحدث التابعة للعربية السعودية منير الجاغوب القيادي في حركة فتح بُعيد المجزرة، فتحدث بأسلوبٍ قريبٍ من التبرير للمجزرة حيث قال إنّ قادة حماس يختبئون في المناطق الآمنة بين المدنيين ما يعطي حجّة لإسرائيل في استهداف المدنيين ومكررًا نفس الادعاءات التي يقولها الاحتلال. الجدير بالذكرِ هنا أنّ الجاغوب أحد المؤمنين إيمانًا كليًا بالتنسيقِ الأمني مع إسرائيل الذي يراهُ كما حركته فتح مقدسًا بحيث تتبادل السلطة الفلسطينية المعلومات الأمنية مع إسرائيل حول المقاومين وتُفصح عن مواقعهم كما تُساعد إسرائيل في تفكيك العبوات بحجّة أنّ الحل السياسي أفضل من العمل العسكري. هذه الأجهزة الأمنية التي تُساعد إسرائيل هي نفسها التي تختفي عند كلّ اجتياحٍ لمدن وبلدات الضفة الغربية وهي نفسها التي تُسهل لإسرائيل قتل عشرات المقاومين الفلسطينيين في مناطق الضفة بالعشرات.

## ردود الفعل
- إسرائيل: قال الجيش الإسرائيلي إن «محمد الضيف وقائد حماس في خان يونس كانا في المجمع»،[18] كما زعم أنه تحرك بناءً على «معلومات استخباراتية دقيقة» لضرب منطقة كان يختبئ فيها «اثنان من كبار الإرهابيين في حماس».[19]
- حركة حماس: نفت حركة حماس في بيان: الادعاءات الإسرائيلية «بأن قصف منطقة مواصي خان يونس كان يستهدف قيادات فلسطينية ووصفت تلك المزاعم الكاذبة» وأنها «ليست المرة الأولى التي يدعي فيها الاحتلال ذلك»، وأضافت «أن الادعاءات الإسرائيلية الكاذبة تهدف للتغطية على حجم المجزرة المروعة في مواصي خان يونس جنوب قطاع غزة» وأشارت إلى «أن المجزرة بحق النازحين استهدفت منطقة المواصي التي صنفها الاحتلال منطقة آمنة ودعا المواطنين للانتقال إليها» وأكدت أن «المجزرة استمرار لما وصفتها بالإبادة النازية ضد الشعب الفلسطيني»، واتهمت الإدارة الأميركية بأنها «شريك مباشر في هذه الجريمة» وأضاف بيان حماس أن «استهداف منطقة تكتظ بأكثر من 80 ألف نازح تأكيد من الحكومة الصهيونية على استمرار حرب الإبادة ضد شعبنا».[20]
- الرئاسة الفلسطينية: قال؛ نبيل أبو ردينة المتحدث باسم السلطة الفلسطينية إن الولايات المتحدة تتحمل مسؤولية تصرفات إسرائيل، وأضاف أن «المجزرة في المواصي هي استمرار للحرب الإبادة ضد شعبنا».[21]

### دولية
- مصر: أدانت وزارة الخارجية المصرية «بشدة» المجزرة وطالبت «إسرائيل بالكف عن الاستهانة بأرواح المواطنين المدنيين العزل، والتحلى بالمعايير الإنسانية الواجبة التزاماً بأحكام القانون الدولى والقانون الدولى الإنسان» وأن «تلك الجرائم لن تسقط بالتقادم، ولا يمكن القبول بها تحت أى مبرر من المبررات».[22][23]
- الأردن: أدان المتحدث بايم وزارة الخارجية وشؤون المغتربين سفيان القضاة «المجزرة وأعرب عن استنكار المملكة المطلق لاستمرار إسرائيل في انتهاك قواعد القانون الدولي والقانون الدولي الإنساني».[24]
- إيران: أدان المتحدث باسم وزارة الخارجية ناصر كنعاني المجزرة في منطقة المواصي بمدينة خان يونس وقال «إن المجزرة التي وقعت في منطقة المواصي تظهر الإصرار الجدي لإسرائيل النظام الصهيوني على مواصلة ارتكاب جرائم الإبادة الجماعية ضد الشعب الفلسطيني» وشدد على «ضرورة تحرك المجتمع الدولي بشكل فوري وفاعل وتوفير الحماية الدولية للشعب الفلسطيني».[25]
- قطر: أدانت وزارة الخارجية القطرية بشدة «هجوم قوات الاحتلال الإسرائيلي المروع الذي استهدف خيام نازحين في منطقة المواصي في خان يونس جنوبي قطاع غزة، واعتبرته مجزرة وحشية صادمة وحلقة جديدة في سلسلة جرائم الاحتلال المستمرة في حق الشعب الفلسطيني الشقيق والإنسانية جمعاء، وجددت التأكيد على أن «تكرار جرائم الاحتلال الشنيعة في إطار حربه المستمرة على غزة يثبت يومًا بعد يوم الحاجة الملحة إلى تحرك دولي عاجل لإنهاء هذا العدوان الغاشم فوراً وتوفير الحماية للشعب الفلسطيني» وحذرت من أن استهتار الاحتلال الإسرائيلي بالدم الفلسطيني ومحاولاته المتكررة لفرض سياسة الأمر الواقع ونزع الحقوق الفلسطينية التي كفلها القانون الدولي ستقوض الجهود الدولية الرامية إلى تنفيذ حل الدولتين، وتمهد بالتالي لاتساع دائرة العنف في المنطقة وتهديد السلم والأمن الدوليين.[26]
- العراق: أعرب الناطق الرسمي باسم الحكومة العراقية باسم العوادي عن «استنكار العراق لجرائم العدوان الإسرائيلي على غزة مؤكداً إدانة العمليات الاخيرة في خان يونس» ودعا المجتمع الدولي والدول الكبرى «بتحمّل مسؤوليتها إزاء استمرار هذا العدوان السافر لوقف هذه السابقة الخطيرة في تاريخ البشرية وأضاف أن «ما ترتكبه حكومة نتنياهو المُجرمة لم يتوقف عند كسر القوانين والشرائع الدولية ولكن تعدّى الأمر إلى صمّ الآذان عن كل صوت إنساني في إساءة مستفزة لكل مهام المنظمات الدولية ونداءاتها وجهود السلام حول العالم وفي محاولة لتعطيل كل مفاهيم القانون الدولي وهو ما سيؤدي فعلياً إلى زعزعة أمن المنطقة وانتشار الصراع خارج حدودها على إنقاذ أهلنا من المجاعة والقتل الممنهج ومحاولات دفعهم لترك أرضهم، وإيصال المساعدات اللازمة ومستلزمات العلاج والغذاء والدواء والاحتياجات الإنسانية.[27]
- تركيا: أدانت وزارة الخارجية التركية «بشدة الهجمات العنيفة التي تشنها إسرائيل ضد الفلسطينيين» في «المنطقة الآمنة» المحددة في مدينة خان يونس بقطاع غزة، وأدانت هذه التصرفات الإسرائيلية ووصفتها بأنها «محاولة لتدمير الفلسطينيين» ولفتت الوزارة في بيانها إلى «أن الهجمات المدمرة على المدنيين الفلسطينيين الذين يحتمون في منطقة المواصي بخانيونس في إسرائيل هي جزء من أجندة حكومة نتنياهو، وذكر أن الهجمات تسببت بمقتل العديد من المدنيين وتفاقم محنة النازحين الفلسطينيين من جديد وأشارت إلى أن الوضع الحالي غير مقبول».[28]
- ماليزيا: أدانت وزارة الخارجية بشدة «الهجمات الإسرائيلية المتواصلة ضد الفلسطينيين بما فيها الغارة التي نفذها النظام الصهيوني على مخيم المواصي للاجئين والتي أسفرت عن فقدان العديد من أرواح الفلسطينيين الأبرياء بما في ذلك النساء والأطفال وإصابة مئات آخرين» وأضافت «أن هذا الهجوم الشنيع والمشروع الذي وقع داخل منطقة حددتها إسرائيل نفسها كمنطقة آمنة يشكل استهتاراً صارخاً بحياة البشر كافة ويتعارض مع القانون الدولي والقانون الإنساني وقانون حقوق الإنسان الدولي» وأن «ماليزيا تقف بتضامن ثابت مع الشعب الفلسطيني وتدين بشكل العدوان المستمر والوحشية التي يرتكبها النظام الإسرائيلي وأن هذا العنف المستمر يتعارض مع قرار مجلس الأمن التابع للأمم المتحدة رقم 2735 / 2024 الذي يدعو لوقف فوري للأعمال العدائية وحماية المدنيين والوصول الإنساني دون قيود إلى غزة وان يجب على المجتمع الدولي أن يتخذ إجراءات فورية وحاسمة لإنهاء الانتهاكات الصارخة التي يرتكبها النظام الإسرائيلي ومحاسبة قادته على الجرائم ضد الإنسانية.[29]
- كولومبيا: ندد الرئيس الكولومبي غوستافو بيترو بـ «الهجوم الإسرائيلي على المواصي وأعرب عن غضبه إزاء «الظلم الأعظم الذي أدى إلى مقتل العشرات من المدنيين في قطاع غزة».[30]
- البرازيل: انتقد الرئيس لويس إيناسيو لولا دا سيلفا الهجوم وحث الزعماء السياسيين العالميين على عدم الصمت رداً على «مذبحة لا نهاية لها» وأضاف أن «الحكومة الإسرائيلية تواصل تخريب عملية السلام ووقف إطلاق النار في الشرق الأوسط» وأن القصف الأخير لقطاع غزة، والذي أسفر عن مقتل المئات من الأبرياء «أمر غير مقبول»، وأعرب عن أسفه على الهجوم ورأى أنه من «المروع أن يستمر الشعب الفلسطيني في مواجهة العقاب الجماعي، حتى داخل المناطق الإنسانية المحددة التي من المفترض أن تحظى بالحماية».[31]
- الحوثيون: أدان المجلس السياسي الأعلى «مجزرة العدو الصهيوني، بحق النازحين بمواصي خان يونس جنوبي غزة والتي راح ضحيتها أكثر من 350 شهيداً وجريحاً، والتي تعد إمعاناً من الكيان الصهيوني في جرائم الإبادة الجماعية بحق أبناء الشعب الفلسطيني المظلوم على مدى تسعة أشهر» و«أن الجريمة التي ارتكبها العدو الإسرائيلي اليوم تؤكد الإصرار الأمريكي على استمرار جرائم الإبادة بحق أبناء الشعب الفلسطيني المظلوم، وأن مزاعم السعي لإبرام اتفاق لوقف إطلاق النار ليست سوى لإتاحة المجال للعدو الإسرائيلي لارتكاب المزيد من جرائمه»، كما «أدان تواطؤ الأنظمة العربية مع العدو الإسرائيلي وتبني بعضها لموقفه، وتسخير وسائل الإعلام التابعة لها لخدمة الكيان الصهيوني والتغطية على مجازره بحق النساء والأطفال في قطاع غزة، والذي يعتبر خيانة للأمة العربية والإسلامية».[32]